# Szuhakálló
Szuhakálló is een plaats (község) en gemeente in het Hongaarse comitaat Borsod-Abaúj-Zemplén. Szuhakálló telt 1036 inwoners (2001).